# Cipriana da Costa Pereira

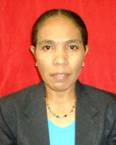
Cipriana da Costa Pereira

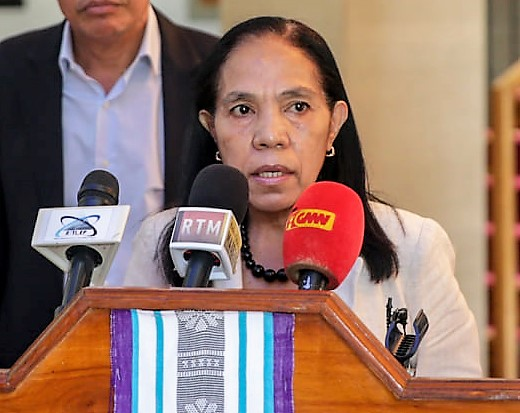
Cipriana da Costa Pereira (2022)

Cipriana da Costa Pereira (* 27. Juni 1963 in Laga, Portugiesisch-Timor) ist eine Politikerin aus Osttimor. Sie ist Mitglied der FRETILIN.
Pereira hat Politikwissenschaften studiert und unterrichtete später als Dozentin an der Universidade Nasionál Timór Lorosa’e (UNTL). 1999 wurde sie Mitglied des National Consultative Council (NCC) und war auch Mitglied des National Council (NC). Von 2001 bis 2012 war Pereira für die FRETILIN Abgeordnete im Nationalparlament Osttimors, wobei sie 2001 als Direktkandidatin für den Distrikt Dili einzog. Dort war sie Mitglied der Kommission für Wirtschaft, Finanzen und Korruptionsbekämpfung (Kommission C).
2022 war Pereira stellvertretende Generalsekretärin der FRETILIN.